# 2012년 3월 죽음
다음은 2012년 3월에 사망한 저명한 인물 목록이다.
- 3월 1일
  - 미국의 영화배우 제롬 코트랜드
  - 미국의 영화배우 필립 R. 앨런
  - 유고슬라비아의 참모총장 블라고예 아지치
  - 이탈리아의 영화배우 루초 달라
- 3월 3일
  - 미국의 삽화가 랄프 맥쿼리
  - 미국의 영화배우 레오나도 치미노
- 3월 4일 - 미국의 각본가 조안 테일러
- 3월 6일
  - 대한민국의 국회의원 구임회
  - 스페인의 축구선수 마르코스 알론소 이마스
- 3월 7일 - 프랑스의 영화배우 피에르 토내이드
- 3월 10일
  - 미국의 화학자 프랭크 셔우드 롤런드
  - 프랑스의 만화가 장 지로
- 3월 13일
  - 미국의 전자공학자 톰 존슨
  - 프랑스의 영화배우 미셸 뒤쇼수아
- 3월 14일
  - 몰타의 제4대 대통령 센수 타보네
  - 일본의 야구선수 에노모토 기하치
- 3월 15일
  - 대한민국의 목회자 이민아
  - 대한민국의 성우 김경수
- 3월 16일 - 스페인의 축구선수 에스타니슬라오 바소라
- 3월 17일
  - 대한민국의 기업인 김각중
  - 우크라이나의 군인 이반 데미야뉴크
- 3월 18일
  - 중화인민공화국의 링지화의 아들 링구
  - 포루투갈의 육상선수 안토니우 레이타웅
  - 통가의 제5대국왕 시아오시 투포우 5세
- 3월 19일 - 덴마크의 영화배우 하네 보르크세니우스
- 3월 20일 - 일본의 애니메이션감독 이시구로 노보루
- 3월 23일
  - 소말리아의 초대 대통령 압둘라히 유수프 아흐메드
  - 미국의 영화배우 버지니아 헌터
- 3월 25일 - 미국의 프로듀서 핼 E. 체스터
- 3월 26일 - 대한민국의 작사가 반야월
- 3월 27일
  - 미국의 시인 아드리안 리치
  - 미국의 연극배우 워렌 스티븐스
  - 일본의 야구선수 하마다 요시오
- 3월 28일 - 영국의 극작가 존 아든
- 3월 29일 - 미국의 영화배우 루크 아스쿠
- 3월 30일 - 소련의 외교관 레오니트 셰바르신